# J'Adore Travailler
J'Adore Travailler é um filme brasileiro de comédia em preto e branco, dirigido e interpretado por Paulo Leão. Criado em 2024 com o desafio de contar uma história em apenas um minuto, o filme tem participado de festivais internacionais de cinema.

## Sinopse
J'Adore Travailler se desenrola através das reações de Mike, único personagem da trama, no exato momento em que ele abre a porta de casa para mais um dia de trabalho.

## Lançamento e carreira
O lançamento do filme foi em 2024, no Festival Internacional do Minuto.
No mesmo ano entrou na seleção oficial da plataforma Shortverse, especializada em curta-metragens.
Ainda em 2024 integrou a lista de filmes do site de streaming Mubi .
Em 2025, participou do Lift-Off Filmmaker Sessions no Reino Unido.
Também em 2025 foi selecionado para o Los Angeles Comedy & Screenplay Festival.
Neste mesmo festival J'Adore Travailler obteve o prêmio de Best Micro-Short. 

## Produção e Elenco
A produção de J'Adore Travailler segue mais uma vez a linha de cinema independente utilizada pelo diretor Paulo Leão, onde ele acumula as funções de ator, diretor e roteirista.